# Maksym Chryzoberges
Maksym Chryzoberges (ur. w końcu XIV wieku na Krecie, zm. ok. 1430 roku w Mitylenie) – teolog bizantyński, dominikanin.

## Życie
Maksym Chryzoberges urodził się pod koniec XIV wieku prawdopodobnie na Krecie. Był uczniem Demetriusza Kydonesa i prawdopodobnie urzędnikiem cesarza Manuela II Paleologa (1391-1425). Pod wpływem lektury dzieł świętego Tomasza z Akwinu przeszedł na katolicyzm. Około 1390-1391 roku wstąpił do dominikanów w Pera koło Konstantynopola. W latach 1393–1396 studiował filozofię w Wenecji, a następnie w latach 1396-1397 teologię w Padwie. W 1398 roku otrzymał zgodę na sprawowanie liturgii w języku greckim według rytu dominikańskiego. Nakłonił przyjaciela Manuela Chryzolorasa do przełożenia mszału dominikańskiego na język grecki. Pod koniec życia powrócił na Kretę, gdzie przeprowadził publiczną dysputę z J. Bryenniosem na temat pochodzenia Ducha Świętego (Tekst dysputy znajduje się w PG 154, 1217-1230).

## Twórczość
Pod koniec życia już na Krecie Chryzoberges napisał Traktat (Sýngramma) o pochodzeniu Ducha Świętego.